# Kbely
Kbely est un quartier pragois situé dans le nord de la capitale tchèque, appartenant à l'arrondissement de Prague 9, d'une superficie de 600,1 hectares est un quartier de Prague. En 2018, la population était de 7 197 habitants.
Il y a 78 rues et 1043 adresses.
La ville est devenue une partie de Prague en 1968.

## Bâtiments remarquables
Dans le quartier de Kbely on trouve:
- L'aérodrome militaire de Prague-Kbely. C'était le principal aéroport de Prague avant l'inauguration de l'Aéroport de Prague-Václav-Havel en 1937.
- Le musée de l'aéronautique de Prague-Kbely[2]
- Un château d'eau de 1927 de l'architecte Otakar Novotný.